# Olivia Colman

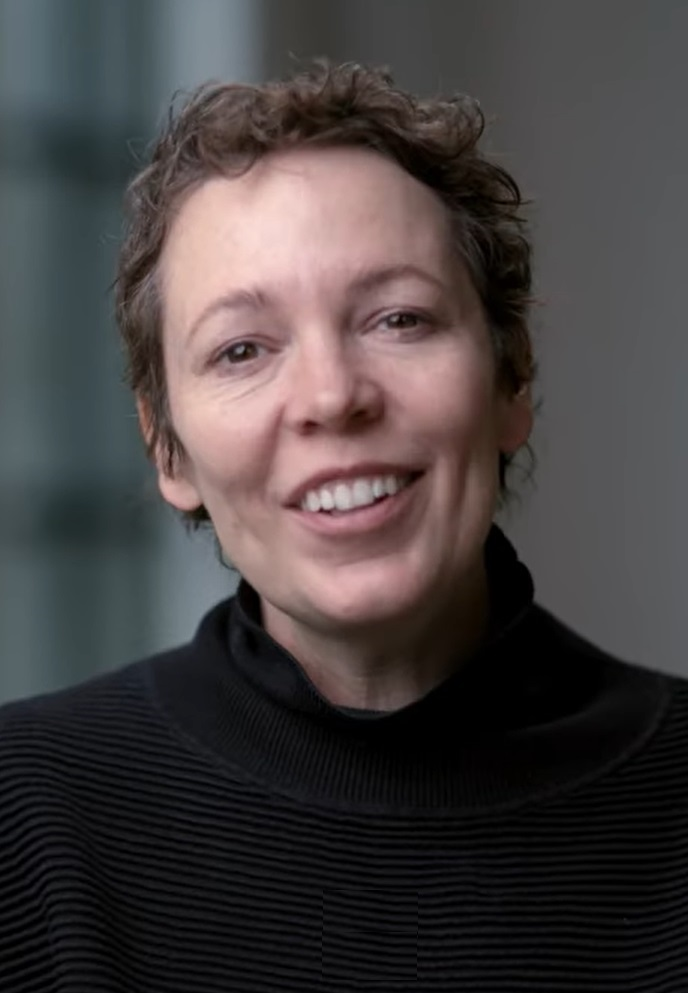
Olivia Colman im Jahr 2024

Sarah Caroline Olivia Colman CBE (* 30. Januar 1974 in Norwich, Norfolk, England, als Sarah Caroline Colman) ist eine britische Schauspielerin. Sie ist mehrfache BAFTA-, dreifache Golden-Globe-Gewinnerin und erhielt 2019 für ihre Rolle als Queen Anne in Giorgos Lanthimos’ The Favourite – Intrigen und Irrsinn den Oscar für die beste weibliche Hauptrolle. Für ihre Rolle als Elisabeth II. in der Serie The Crown erhielt sie 2021 einen Emmy als beste Hauptdarstellerin.

## Kindheit und Jugend
Olivia Colman wurde als Tochter einer Krankenschwester und eines Vermessungstechnikers in Norwich geboren. Ihre Schulausbildung erhielt sie an der Norwich High School for Girls und an der Greshams’s School in Holt. Nach ihrem Schulabschluss belegte sie ein Studium als Grundschullehrerin am Homerton College der Cambridge-Universität. Erste Erfahrungen mit der Schauspielerei machte Colman mit 16 Jahren in einer Schulaufführung. In Cambridge spielte die nun 20-Jährige beim Cambridge University Footlights Dramatic Club und entdeckte ihre Berufung zur Schauspielerin.

## Karriere

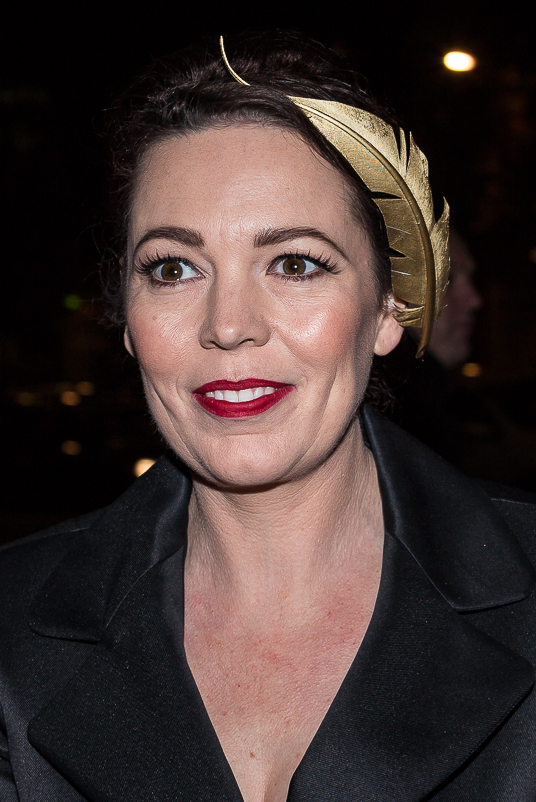
Colman im Jahr 2014

Colman ist eine in Großbritannien ausgesprochen bekannte Darstellerin in Fernsehserien wie Broadchurch, Peep Show und Rev. Dem deutschsprachigen Publikum ist sie aus Filmen wie Hot Fuzz – Zwei abgewichste Profis und als Thatcher-Tochter Carol Thatcher in Die Eiserne Lady aus dem Jahr 2011 bekannt. Ihre Darstellung der Polizeiermittlerin Ellie Miller in der international vielfach ausgezeichneten Fernsehserie Broadchurch, die auch im deutschen Fernsehen ausgestrahlt wurde, bescherte auch ihr persönlich einige Auszeichnungen, darunter den BAFTA TV Award als Beste Darstellerin im Jahr 2014. 2013 war Colman bereits mit zwei weiteren BAFTA Awards ausgezeichnet worden. In der von AMC und BBC produzierten Miniserie The Night Manager, einer TV-Adaption von John le Carrés Spionageroman Der Nachtmanager, spielt sie die Vorgesetzte des britischen Agenten Jonathan Pine (Tom Hiddleston) – eine Figur, die im Roman eigentlich männlich ist. Für diese Rolle gewann sie 2017 unter anderem einen Golden Globe und war 2016 für einen Emmy nominiert.
Ab November 2017 war sie neben Dame Judi Dench, Johnny Depp, Sir Kenneth Branagh, Penélope Cruz, Sir Derek Jacobi und Michelle Pfeiffer in Branaghs Mord im Orient Express auf der Leinwand zu sehen, einer Adaption von Agatha Christies gleichnamigem Kriminalroman. 2018 wurde Colman in die Academy of Motion Picture Arts and Sciences aufgenommen, die jährlich die Oscars vergibt. 2019 erhielt sie für ihre Darstellung der Queen Anne in dem Historienfilm The Favourite – Intrigen und Irrsinn den Oscar als beste Hauptdarstellerin, nachdem sie u. a. bereits den Golden Globe als beste Hauptdarstellerin (Komödie oder Musical) gewonnen hatte. Auch Katja Nicodemus, Filmkritikerin der Zeit, zeigt sich in ihrer Rezension von The Favourite – Intrigen und Irrsinn von Colman fasziniert: „Im Zentrum der opulent ausgestatteten Schlacht steht die englische Königin Anne (1665–1714). Olivia Colman spielt sie mit wunderbar verwahrloster Grandezza. Diese Regentin ist ein verwöhntes Riesenbaby, ungeduldig, aufbrausend, despotisch. Aber auch depressiv und erfüllt von einer unbestimmten Sehnsucht.“
In der BBC/Netflix-Serie The Crown verkörpert Olivia Colman in den Staffeln drei und vier die britische Königin Elisabeth II. 2023 war sie in dem Film Kleine schmutzige Briefe als Edith Swan zu sehen und wirkte als Produzentin mit. Laut ihrer Aussage könne man das jedoch nicht Produzieren nennen; das Einzige, was sie in dieser Funktion getan habe, war es, den Wunsch zu äußern, dass Jessie Buckley für die Rolle als Rose angefragt werde.

## Privatleben
In einem offenen Brief an die Tageszeitung The Guardian unterzeichnete Olivia Colman im August 2014 mit weiteren 200 britischen Prominenten einen Appell gegen die Unabhängigkeitsbestrebung Schottlands beim Referendum im September 2014.
Ihren Ehemann, den Schauspieler Ed Sinclair, lernte Olivia Colman während ihres Studiums in Cambridge kennen. Jurastudent Sinclair und Grundschullehramts-Studentin Colman spielten dort beide als Teil der Cambridge Footlights Theater und standen zusammen für eine Inszenierung von Alan Ayckbourns Table Manners auf der Bühne. Sie heirateten im August 2001 und haben gemeinsam zwei Söhne und eine Tochter.
Nach der Geburt ihres ersten Kindes litt Colman etwa ein Jahr lang an PPD (Wochenbettdepression). Vor dem Hintergrund, dass das Krankheitsbild nicht selten für Betroffene unbekannt ist, sprach Colman in einem Big-Issue-Interview und auch später wiederholt öffentlich über ihre eigenen Erfahrungen und das aus eigener Recherche resultierende Wissen über die Erkrankung und mögliche Ansprechpartner. Zweimal moderierte sie bereits die Mind Media Awards, eine Auszeichnung für besonders akkurate, verantwortungsvolle und sensible Darstellungen von psychischen Erkrankungen in allen Bereichen der britischen Medien. Sie unterstützt und bewirbt öffentlich die Leukämie-Stiftung Anthony Nolan und die Spendenaktionen der britischen Alzheimer-Gesellschaft und des Marie Curie Daffodil Day (für Sterbenskranke). Inspiriert durch ihre Nachforschungen für den Film Tyrannosaur übernahm sie 2014 die Schirmherrenschaft der Stiftung Tender, die junge Menschen durch das Medium Theater und die Künste aufklären und gegen (häusliche) Gewalt und sexuellen Missbrauch schützen möchte.
2019 wurde Colman im Rahmen der Birthday Honours von Königin Elizabeth II. in den Rang eines Commanders of the Order of the British Empire (CBE) erhoben.

## Filmografie (Auswahl)

### Fernsehserien
- 2000: Bruiser (6 Folgen)
- 2001: The Mitchell and Webb Situation (5 Folgen)
- 2002: Rescue Me (Folge 1x04)
- 2003–2015: Peep Show (33 Folgen)
- 2004: Black Books (Folge 3x02 Elephants and Hens)
- 2004–2006: Green Wing (18 Folgen)
- 2005: Look Around You (6 Folgen)
- 2005: Murder in Suburbia (Folge 2x06 Golden Oldies)
- 2006–2008: That Mitchell and Webb Look (13 Folgen)
- 2007: The Time of Your Life (6 Folgen)
- 2008–2009: Beautyful People (12 Folgen)
- 2008: Love Soup (Folge 2x02 Integrated Logistics)
- 2009: Inspector Barnaby (Midsomer Murders, Folge 12x05 Small Mercies – Böse kleine Welt)
- 2009: Skins – Hautnah (Skins, Folge 3x06 Naomi)
- 2010: Doctor Who (Folge 5x01 The Eleventh Hour)
- 2010–2014: Rev. (19 Folgen)
- 2011: Exile (3 Folgen)
- 2011–2012: Twenty Twelve (10 Folgen)
- 2012: Accused – Eine Frage der Schuld (Accused, Folge 2x02 Mo’s Story)
- 2013: Run (2 Folgen)
- 2013–2017: Broadchurch (24 Folgen)
- 2014: The Secrets (Folge 1x01 The Dilemma)
- 2014: Mr. Sloane (6 Folgen)
- 2016: The Night Manager (6 Folgen)
- 2016, 2019: Fleabag (9 Folgen)
- 2019–2020, 2023: The Crown (21 Folgen)
- 2021: Landscapers (4 Folgen)
- 2022: Staged (Folge 3x06, Knock, Knock)
- 2022–2023: Heartstopper (10 Folgen)
- 2023: Große Erwartungen (Great Expectations, 6 Folgen)
- 2023: Secret Invasion (5 Folgen)
- 2023–2024: The Bear: King of the Kitchen (The Bear, 3 Folgen)

### Filme
- 2006: Confetti – Heirate lieber ungewöhnlich (Confetti)
- 2007: Hot Fuzz – Zwei abgewichste Profis (Hot Fuzz)
- 2011: Tyrannosaur – Eine Liebesgeschichte (Tyrannosaur)
- 2011: Die Eiserne Lady (The Iron Lady)
- 2012: Hyde Park am Hudson (Hyde Park on Hudson)
- 2013: Das hält kein Jahr…! (I Give It a Year)
- 2013: No Turning Back (Locke, Stimme)
- 2013: The Five(ish) Doctors Reboot (Kurzfilm)
- 2014: Die Karman-Linie (The Kármán Line) (Kurzfilm)
- 2014: Zug um Zug (The 7.39)
- 2014: Cuban Fury – Echte Männer tanzen (Cuban Fury)
- 2015: The Lobster
- 2015: London Road
- 2017: Mord im Orient Express (Murder on the Orient Express)
- 2018: The Favourite – Intrigen und Irrsinn (The Favourite)
- 2019: Them That Follow
- 2020: The Father
- 2021: Die Mitchells gegen die Maschinen (The Mitchells vs. the Machines, Stimme)
- 2021: Ein Festtag (Mothering Sunday)
- 2021: Frau im Dunkeln (The Lost Daughter)
- 2021: Ron läuft schief (Ron’s Gone Wrong, Stimme)
- 2021: Superworm (Fernsehfilm, Stimme)
- 2021: Die wundersame Welt des Louis Wain (The Electrical Life of Louis Wain, Stimme)
- 2022: Joyride
- 2022: Empire of Light
- 2022: Der gestiefelte Kater: Der letzte Wunsch (Puss in Boots: The Last Wish, Stimme)
- 2022: Scrooge: Ein Weihnachtsmusical (Scrooge: A Christmas Carol, Stimme)
- 2023: Kleine schmutzige Briefe (Wicked Little Letters, auch Produktion)
- 2023: Wonka
- 2024: Paddington in Peru
- 2025: Jimpa

## Auszeichnungen und Nominierungen
- Academy Award (Oscar)
  - 2022 Nominierung als Beste Hauptdarstellerin in Frau im Dunkeln
  - 2021 Nominierung als Beste Nebendarstellerin in The Father[5]
  - 2019 Auszeichnung als Beste Hauptdarstellerin in The Favourite – Intrigen und Irrsinn
- BAFTA Awards
  - 2019 Auszeichnung als Beste Hauptdarstellerin in The Favourite – Intrigen und Irrsinn
  - 2014 Auszeichnung als Beste Hauptdarstellerin in Broadchurch
  - 2013 Auszeichnung als Beste Darstellerin in einem Comedyprogramm in Twenty Twelve
  - 2013 Auszeichnung als Beste Nebendarstellerin in Accused – Eine Frage der Schuld
  - 2012 Nominierung als Beste Nebendarstellerin in Twenty Twelve
- British Comedy Awards
  - 2012 Nominierung als Beste TV-Comedydarstellerin in Rev.
  - 2012 Nominierung als Beste Comedydarstellerin in Twenty Twelve
  - 2008 Nominierung als Beste TV-Comedydarstellerin in Peep Show
- British Independent Film Awards
  - 2015 Auszeichnung als Beste Nebendarstellerin in The Lobster
  - 2012 Auszeichnung als Beste Nebendarstellerin in Hyde Park am Hudson
  - 2011 Auszeichnung als Beste Darstellerin in Tyrannosaur – Eine Liebesgeschichte
- Broadcasting Press Guild Awards
  - 2014 Auszeichnung als Beste Darstellerin in Broadchurch
  - 2013 Nominierung als Beste Darstellerin in Accused – Eine Frage der Schuld
  - 2013 Nominierung als Beste Darstellerin in Twenty Twelve
  - 2013 Auszeichnung als Beste Darstellerin in Rev.
  - 2013 Auszeichnung als Beste Darstellerin in Exile
  - 2012 Auszeichnung als Beste Darstellerin in Rev.
  - 2012 Auszeichnung als Beste Darstellerin in Exile
- Chicago International Film Festival
  - 2011 Auszeichnung als Beste Darstellerin in Tyrannosaur – Eine Liebesgeschichte
- Chlotrudis Awards
  - 2011 Auszeichnung als Beste Darstellerin in Tyrannosaur – Eine Liebesgeschichte
- Crime Thriller Awards
  - 2013 Auszeichnung als Beste Hauptdarstellerin in Broadchurch
- Empire Awards
  - 2012 Auszeichnung als Beste Darstellerin in Tyrannosaur – Eine Liebesgeschichte
- Europäischer Filmpreis
  - 2019 Auszeichnung als Beste Darstellerin in The Favourite – Intrigen und Irrsinn
- Evening Standard British Film Awards
  - 2012 Auszeichnung als Beste Darstellerin in Tyrannosaur – Eine Liebesgeschichte
- Golden Globe Awards
- 2023 Nominierung als Beste Hauptdarstellerin – Drama in Empire of Light

- 2022 Nominierung als Beste Hauptdarstellerin – Drama in Frau im Dunkeln

- 2021 Nominierung als Beste Nebendarstellerin in The Father
- 2021 Nominierung als Beste Serien-Hauptdarstellerin – Drama in The Crown
- 2020 Auszeichnung als Beste Serien-Hauptdarstellerin – Drama in The Crown
- 2019 Auszeichnung als Beste Hauptdarstellerin – Komödie/Musical in The Favourite – Intrigen und Irrsinn
- 2017 Auszeichnung als Beste Nebendarstellerin in einer Serie, Miniserie oder Fernsehfilm in The Night Manager

- International Emmy Award
  - 2014 Nominierung als Beste Darstellerin in Broadchurch
- Internationale Filmfestspiele von Venedig
  - 2018 Coppa Volpi als Beste Darstellerin in The Favourite – Intrigen und Irrsinn
- London Critics Circle Film Awards
  - 2019 Auszeichnung als Beste Hauptdarstellerin in The Favourite – Intrigen und Irrsinn
  - 2012 Auszeichnung als Britische Schauspielerin des Jahres in Tyrannosaur – Eine Liebesgeschichte und Die Eiserne Lady
- Monte Carlo TV Festival
  - 2013 Nominierung als Hervorragende Darstellerin in einer Miniserie in Broadchurch
  - 2008 Nominierung als Hervorragende Darstellerin in einer Comedyserie in That Mitchell and Webb Look
  - 2007 Nominierung als Hervorragende Darstellerin in einer Comedyserie in Peep Show
- National Television Awards
  - 2022 Nominierung in der Kategorie Drama Performance in Landscapers[6]
  - 2014 Nominierung Radio Times – TV Detective in Broadchurch
- Royal Television Society, UK
  - 2014 Auszeichnung als Beste Darstellerin in Broadchurch
  - 2013 Auszeichnung als Beste Darstellerin in Accused – Eine Frage der Schuld
- Satellite Awards
  - 2013 Nominierung als Beste Darstellerin in einer Drama-Serie in Broadchurch
  - 2011 Nominierung als Beste Darstellerin in einem Spielfilm in Tyrannosaur – Eine Liebesgeschichte
- Stockholm Film Festival
  - 2011 Auszeichnung als Beste Darstellerin in Tyrannosaur – Eine Liebesgeschichte
- Sundance Film Festival
  - 2011 Auszeichnung Spezialpreis der Jury in Tyrannosaur – Eine Liebesgeschichte
- TV Quick Awards, UK
  - 2013 Nominierung als Beste Darstellerin in Broadchurch
- Zurich Film Festival
  - 2020 Auszeichnung mit dem Golden Eye Award – The Father